# Sixmile (fiume)
Il Sixmile (in inglese Sixmile Creek) è un fiume dell'Alaska, negli Stati Uniti, situato nella penisola di Kenai.

## Etimologia
"Sixmile" è un nome descrittivo locale riportato in una pubblicazione del USGS nel 1895 da Becker (1898 pagina 82).

## Dati fisici e percorso
Il fiume nasce nell'area di drenaggio dei fiumi Bench Creek e Center Creek la cui confluenza formano il "East Fork Sixmile Creek" (prima parte del fiume). L'area si trova a circa 10 km dopo il passo Turnagain (Turnagain pass) verso il bivio per la cittadina di Hope lungo l'autostrada Seward (Seward Highway). Subito dopo Sixmile riceve l'acqua di un torrente (Lunx Creek) e del fiume Granite Creek, il suo maggiore affluente, che scende dal passo Turnagain.
Al bivio per Hope il Sixmile riceve la confluenza del Canyon Creek che nasce dal Lower Summit (Lower Summit Lake) e quindi per circa 13 chilometri percorre una stretta valle fino alla foce sulla baia di Turnagain (Turnagain Arm) in prossimità del centro abitato di Sunrise. Lungo questo percorso il fiume è continuamente affiancato dall'autostrada Hope  (Hope Highway).
Il fiume nasce e scorre all'interno del gruppo montuoso Kenai (Kenai Mountains) (estremo nord-occidentale) ma anche al confine occidentale della Foresta nazionale di Chugach (Chugach National Forest).
Altri affluenti sono: 
- Silvertrip Creek 60°44′55″N 149°21′37″W[6]
- Gulch Creek 60°46′31″N 149°24′05″W[7]
- Alder Creek 60°49′02″N 149°25′37″W[8]
- Old Woman Creek 60°50′33″N 149°25′53″W[9]
- Walker Creek 60°51′12″N 149°25′57″W[10]
- Falls Creek 60°52′37″N 149°25′19″W[11]

## Turismo
Il fiume Sixmile è famoso per i suoi percorsi in kayak (i primi due canaloni sono classificati di IV grado, mentre il terzo, più difficile, è di V grado), mentre nella parte finale si possono ammirare splendidi panorami sulla baia di Turnagain con i monti Chugach (Chugach Mountains). Per la discesa lungo il fiume sono disponibili diverse escursioni turistiche che percorrono tutti e 3 i canyon in zattere a remi ben equipaggiate con caschi, mute stagne e guide che conoscono bene il fiume.

## Alcune immagini del fiume

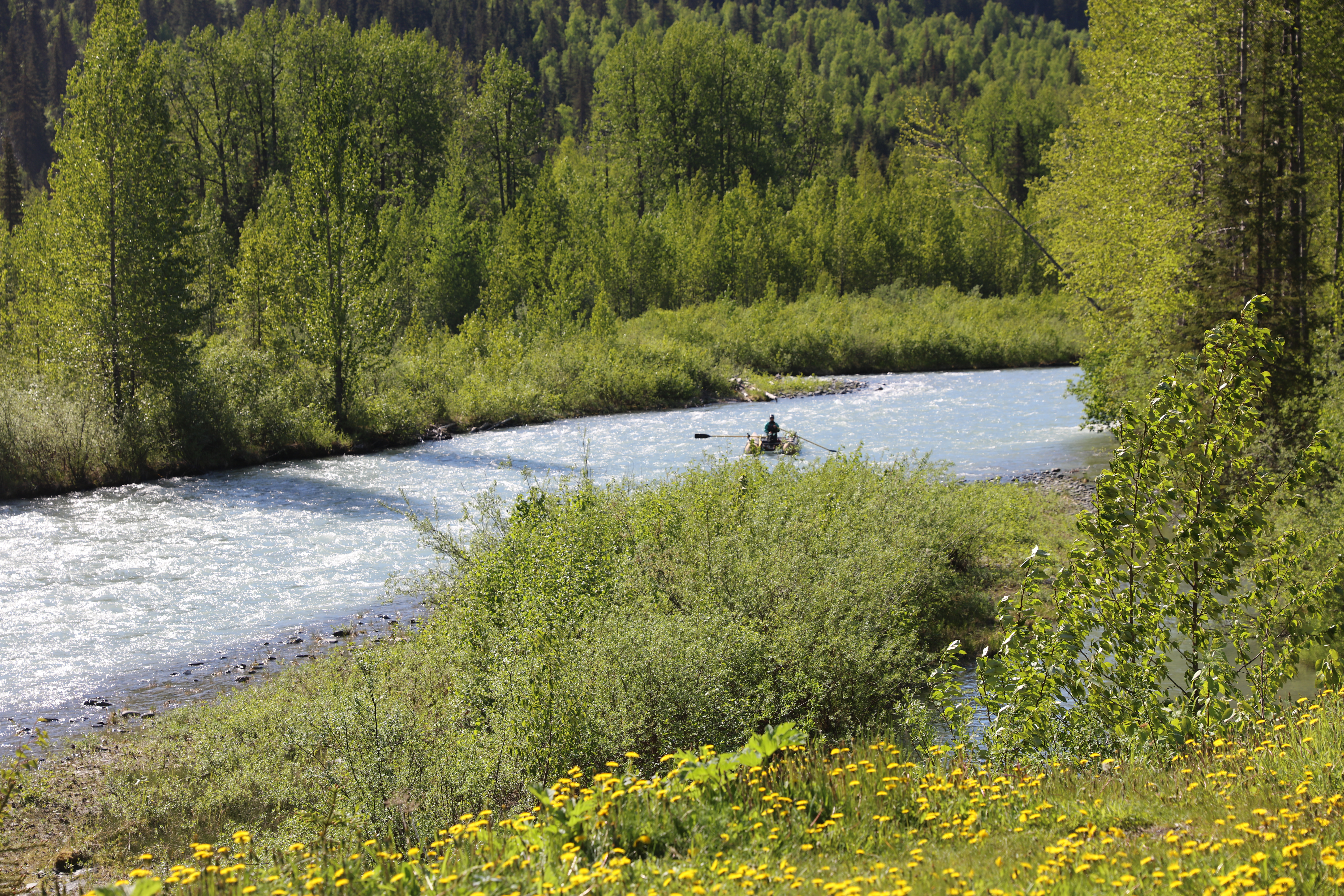
Il fiume in giugno 2019
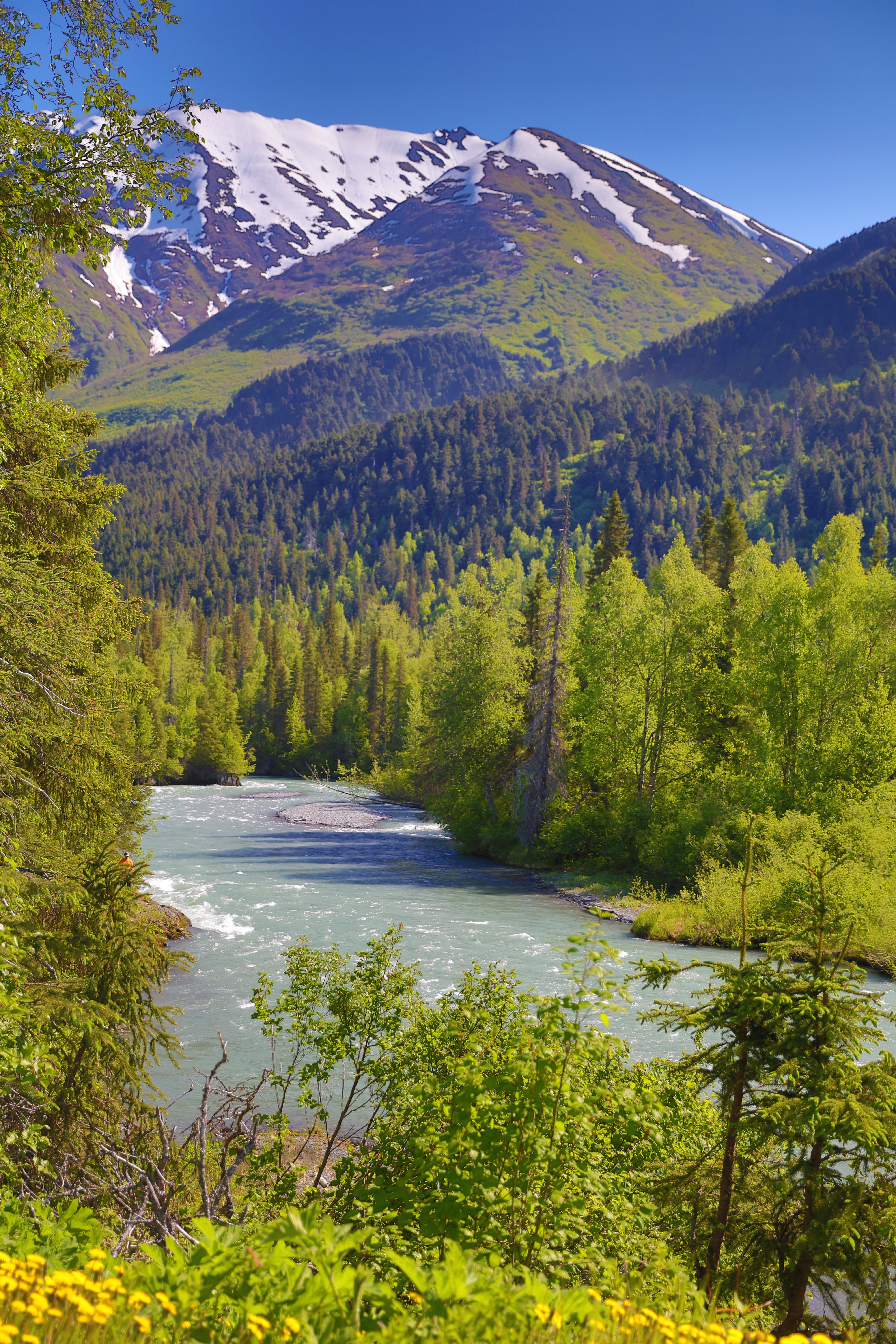
Il fiume in giugno 2019
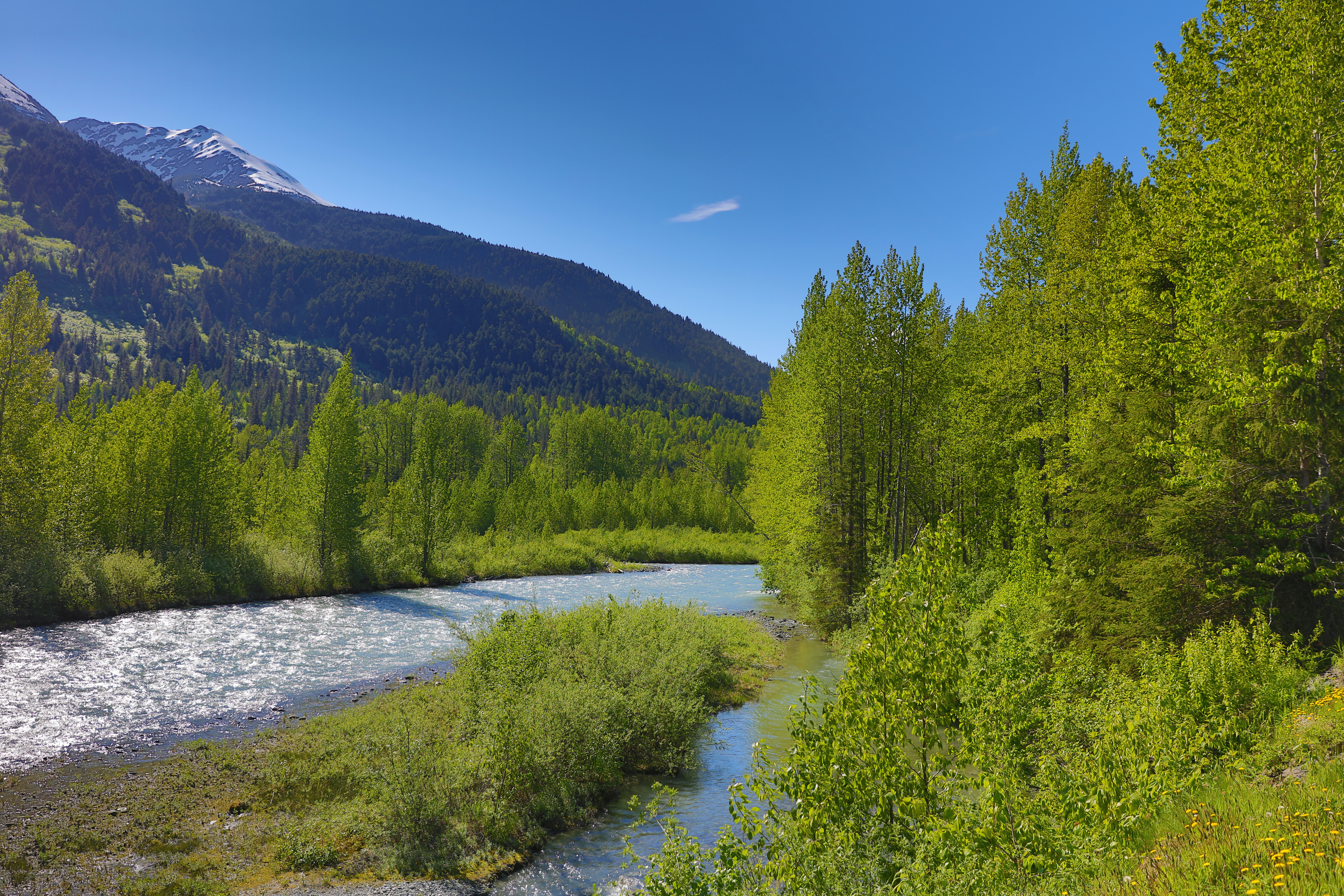
Il fiume in giugno 2019